# Guthrie (Oklahoma)
Guthrie ist eine Kleinstadt im US-Bundesstaat Oklahoma etwa 30 Kilometer nördlich der Hauptstadt Oklahoma City. Das U.S. Census Bureau hat bei der Volkszählung 2020 eine Einwohnerzahl von 10.749 ermittelt.

## Geographie
Durch Guthrie läuft der U.S. Highway 77, der fünf Kilometer südlich von Guthrie von der Interstate 35 abzweigt, die in Nord-Süd-Richtung verläuft und etwa drei Kilometer östlich der Stadt liegt. Die Stadtfläche ist 49,8 km2 groß, die Umgebung ist vorwiegend ländlich geprägt. Etwa fünf Kilometer nördlich von Guthrie verläuft der Arkansas River.

## Bevölkerung
Guthrie hatte bei der Volkszählung 2000 eine Einwohnerzahl von 9925. Knapp 76 % davon waren Weiße, 16 % Afro-Amerikaner und fast drei Prozent Amerikanische Indianer. Das Pro-Kopf-Einkommen betrug 15.774 Dollar, etwa 17 % der Bevölkerung lebten unterhalb der Armutsgrenze.

## Geschichte
Das Gebiet von Guthrie wurde im Verlauf des Oklahoma Land Runs von 1889 besiedelt, als innerhalb kurzer Zeit etwa 50.000 Siedler ihre Grundstücke im früheren Siedlungsgebiet der Indianer absteckten. Das Gebiet war durch den Bau der Southern Kansas Railway (später unter dem Namen Atchison, Topeka and Santa Fe Railway, AT&SF) bereits gut erreichbar.

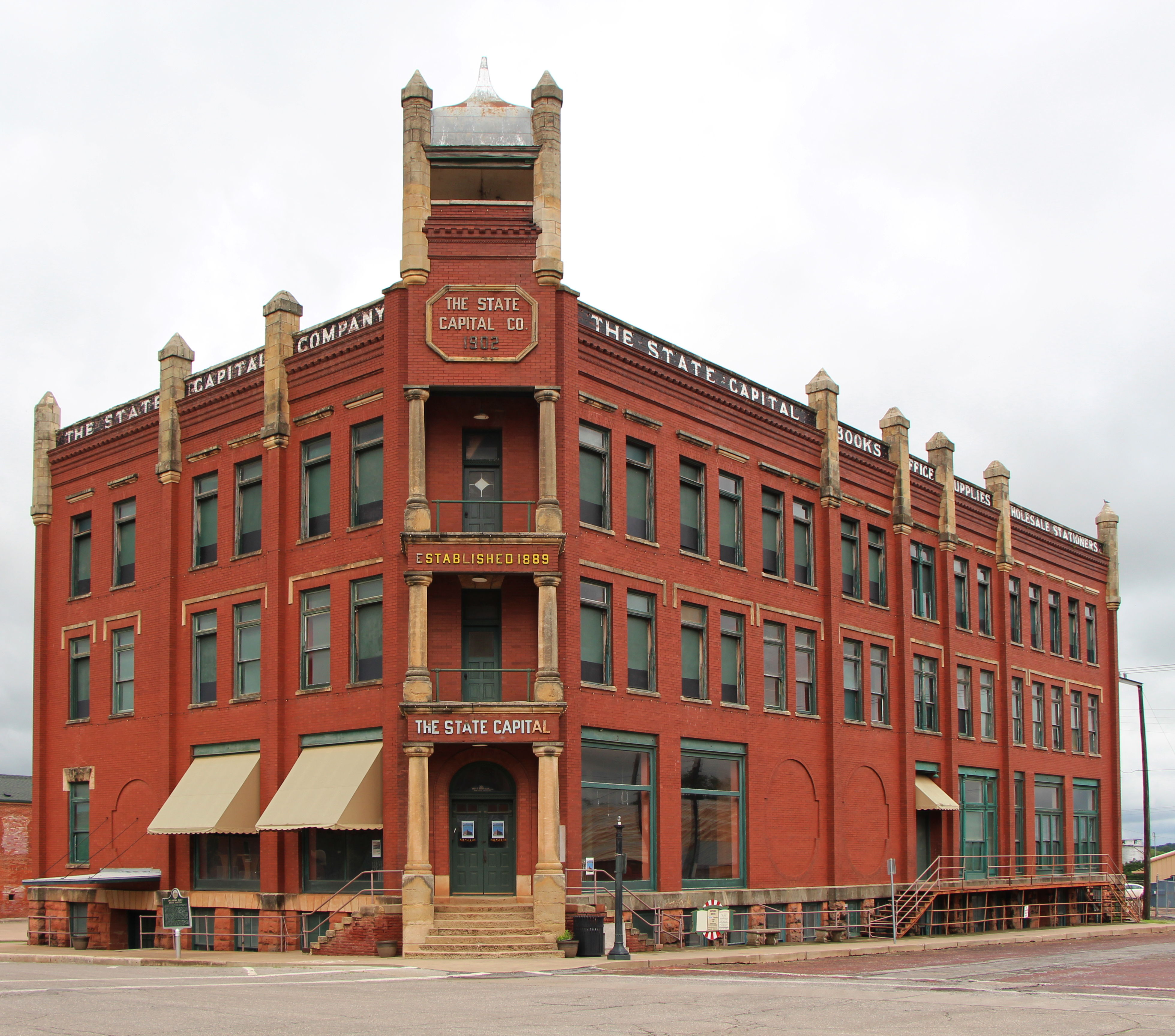
Das 1902 gebaut Co-Operative Publishing Company Building in Guthrie

Im Gebiet des späteren Guthrie wurde im März 1887 eine Haltestelle der Eisenbahn errichtet, die unter dem Namen Deer Creek bekannt wurde. Die Ansiedlung wuchs schnell und wurde nach dem Juristen John Guthrie aus Kansas benannt. Bereits am 4. April 1889 wurde eine Poststelle errichtet, und ein United States Land Office öffnete am 22. April 1889. Da zu dieser Zeit eine Obergrenze für die Größe einer neu zu gründenden Siedlung bestand, wurden auf dem Gebiet vier unabhängige Siedlungen errichtet: Guthrie, East Guthrie, West Guthrie und Capital Hill, jede mit eigenem Bürgermeister und eigener Verwaltung. 1890 wurden die vier Teilstädte unter dem Namen Guthrie zusammengelegt. Die Stadtbevölkerung wuchs von knapp 5.300 Einwohner im Jahr 1890 auf mehr als das Doppelte im Jahr 1900 an.
Die Stadt entwickelte sich zu einem Umschlagplatz für Waren der Umgebung und unterhielt acht Zeitungen, neun Kirchen und elf Schulen. Rund um Guthrie wurden zahlreiche Eisenbahnstrecken ausgebaut, so etwa 1902 die Eastern Oklahoma Railway nach Cushing und die Denver, Enid and Gulf Railroad nach Enid (beide später AT&SF), 1903 die Choctaw, Oklahoma and Western Railroad (später Chicago, Rock Island and Pacific Railway) nach Chandler, und 1904 die Missouri, Kansas and Oklahoma Railroad (später als Missouri, Kansas and Texas Railway) zwischen Guthrie und Fallis.

### Guthrie, die Hauptstadt von Oklahoma
1906 verabschiedete der US-Kongress die nötigen Gesetze zur Gründung des Staates Oklahoma, und die neue Stadt Guthrie wurde zur Hauptstadt von Oklahoma bestimmt. Ende des Jahres wurde die Verfassung in der Stadthalle von Guthrie unterzeichnet, und 1907 wurden auf den Stufen von Guthries Carnegie Library die Verfassungszeremonien für den neuen Bundesstaat abgehalten.

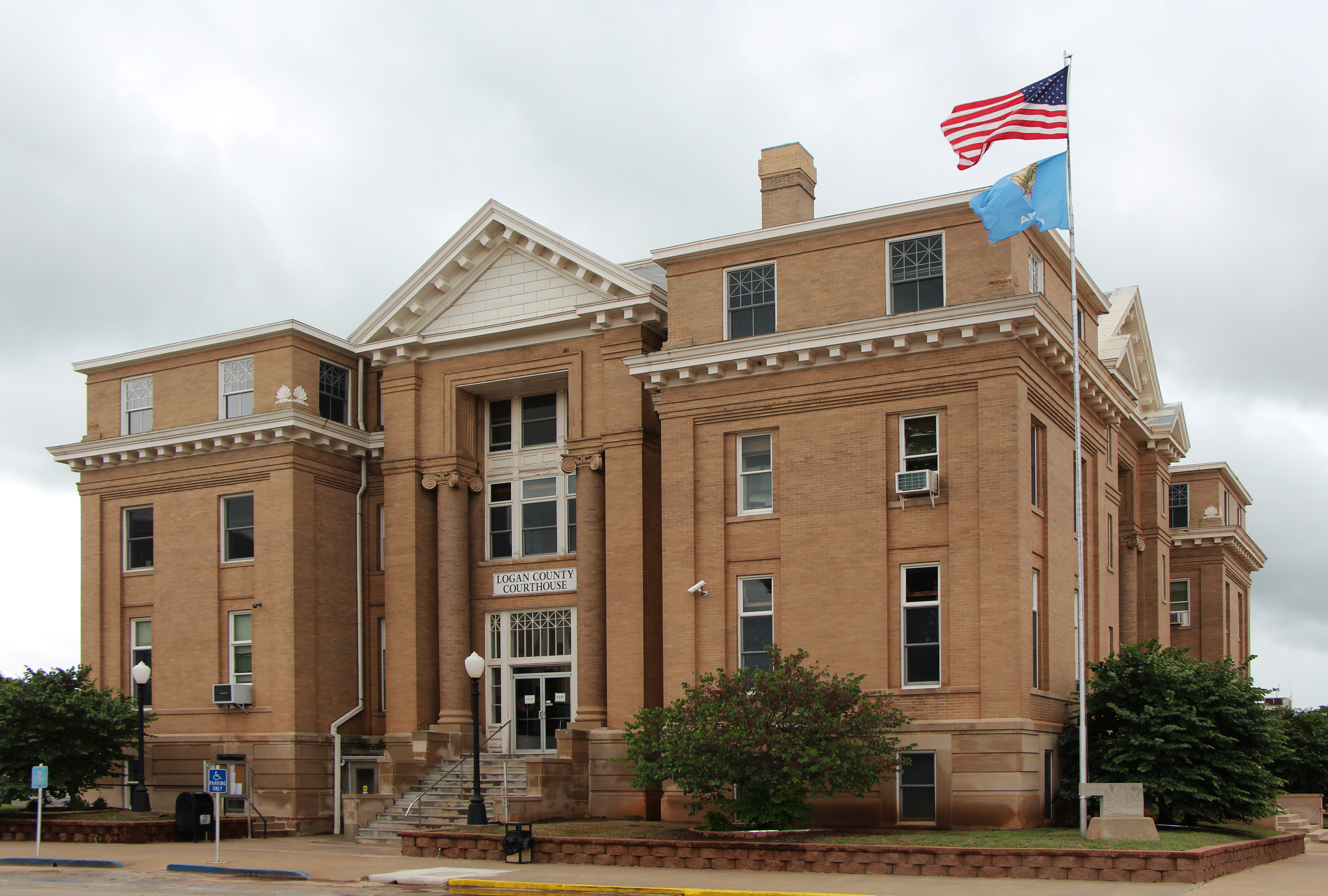
Das alte Capitol von Oklahoma in Guthrie (1907–1910)

Anfang des 20. Jahrhunderts wuchs die Rivalität zwischen Guthrie und Oklahoma City, und am 11. Juni 1910 wählte eine Mehrheit der Bevölkerung von Oklahoma die Stadt Oklahoma City zur neuen Hauptstadt.
Eine Legende in Oklahoma besagt, dass Oklahoma City sich seine Position als Hauptstadt des Bundesstaates Oklahoma nur erschlichen hat. Nach dem Beitritt des Staates zur Union 1907 war zunächst Guthrie die Hauptstadt. Die Regierung Oklahomas plante aber, diesen Titel nach Oklahoma City zu bringen. Also wurde eine Verfassung geschrieben, die Oklahoma City als Hauptstadt auswies. Doch die Bewohner Guthries wollten sich nicht so schnell geschlagen geben und behielten das Staatssiegel bei sich. Ohne dieses Siegel war die Verfassung nicht rechtskräftig. In einer „Nacht und Nebel“-Aktion wurde das Siegel jedoch aus dem Rathaus von Unbekannten entwendet und nach Oklahoma City gebracht. Dort wurde nun die Verfassung rechtskräftig und Oklahoma City zur neuen Hauptstadt erkoren.

### Guthrie als Provinzstadt
Nach dem Übergang des Hauptstadt-Titels auf Oklahoma City wurde es ruhiger um Guthrie. Aufgrund der guten Verkehrsanbindung siedelten sich dennoch weiterhin Gewerbebetriebe in der Stadt an. Schon im Jahr 1907 besaß Guthrie 39 Fabriken, darunter eine Baumwollspinnerei und eine Getreidemühle. 1931 beschäftigte die Baumwollspinnerei 175 Arbeiter, und in einer Teppichfabrik waren 25 Arbeiter angestellt. In diesem Jahr wurden ungefähr 2000 Wagenladungen an vorwiegend landwirtschaftlichen Gütern von Guthrie aus versandt. 1948 verlegte die Oklahoma Furniture Manufacturing Company ihren Sitz von Oklahoma City nach Guthrie, das Unternehmen beschäftigte in den 1970er Jahren mehr als 500 Menschen und erwirtschaftete einen Umsatz von etwa 3,4 Millionen Dollar. Ein weiterer großer Arbeitgeber war die Furrow and Company greenhouses, ein Hersteller von Gewächshäusern.

### Guthrie heute
Die historische Entwicklung brachte es mit sich, dass die wirtschaftliche und städtebauliche Entwicklung nicht mit Guthrie als Zentrum, sondern in Oklahoma City stattfand. In Guthrie ist heute ein noch weitgehend unversehrtes viktorianisches Häuserensemble erhalten, dessen 2.169 Gebäude auf einer Grundfläche von sechs Quadratkilometern im Jahr 1974 zum National Historic Landmark erklärt wurden und 1999 in das National Register of Historic Places aufgenommen wurden. Die Stadt diente aus diesem Grund mehrfach als Filmkulisse, so etwa in den Filmen Twister und Rain Man.
Guthrie ist heute Teil des Oklahoma City Metroplex. Ein wichtiger Wirtschaftsfaktor ist der Tourismus. Die Stadt beherbergt mehrere Museen, darunter die Four-string Banjo Hall of Fame. Jedes Jahr findet in Guthrie das dreitägige Oklahoma International Bluegrass Festival statt, das regelmäßig etwa 15.000 Besucher zählt.

### Historische Objekte
In Guthrie befindet sich das historische Logan County Courthouse (auch bekannt als Old State Capitol). Das Gerichtsgebäude befindet sich auf Nummer 301 in der East Harrison Avenue und wurde am 26. Oktober 1984 vom National Register of Historic Places als historisches Denkmal mit der Nummer 84003141 aufgenommen.

## Sehenswürdigkeiten
- National Four-String Banjo Hall of Fame
- National Lighter Museum
- Oklahoma Frontier Drugstore Museum
- Oklahoma Territorial Museum

## Söhne und Töchter der Stadt
- Leon Breeden (1921–2010), Jazzmusiker, Bandleader und Hochschullehrer
- Bixie Crawford (1921–1988), Jazzsängerin
- Wendell Fleming (1928–2023), Mathematiker
- Jesse Thomas (1928–2012), American-Football-Spieler und -Trainer